# اولریشرون
اولریشرون (به لاتین: Ulrichshorn) یک کوه در سوئیس است که در کانتون وله واقع شده‌است. اولریشرون ۳٬۹۲۵ متر بالاتر از سطح دریا واقع شده‌است.